# CP-200
CP-200 byl 8bitový mikropočítač od brazilské počítačové společnosti Prológica. Byl vydán na začátku října 1982 a stál kolem 140 000 Cr$.
V srpnu 1985 ho začala Prológica exportovat spolu s CP-400 do Argentiny.

## Hardware
CP-200 využíval 8bitový procesor Z80A o frekvenci 3,25 MHz. Byl vybaven DRAM o velikosti 16 kilobajtů, ale bylo ji možné rozšířit na 48 kB. Také obsahoval úložiště EPROM o velikosti 8 kilobajtů, ale to byla určena jen pro čtení - byl na ní uložený operační systém a interpret BASICu. Klávesnice měla 43 kláves, včetně dvou kláves RESET, které sloužily k uvedení počítače do výchozího stavu a k vyčištění paměti. Musely být ale stisknuty zároveň a obě se nacházely na jiných stranách klávesnice, což omezovalo riziko omylných resetů. Po každém stisknutí jakékoliv klávesy vydalo zařízení zpětnou vazbu ve formě pípnutí.
Na boku zařízení se nacházel 50pinový plochý konektor na periferie. Na jeho zadní straně se nacházely porty pro výstup, kazetovou mechaniku, joystick, hlavní pojistka a vypínač.
O zvuk se staral pizoelektrický měnič. Obraz byl dostupný ve dvou režimech - textovém a semigrafickém. Textový režim byl schopen zobrazit 24 řádků po 32 znacích, přičemž dva řádky byly vyhrazeny pro uživatelský vstup. Semigrafický režim podporoval monochromatickou grafiku a měl rozlišení 64×44 pixelů. Na rozdíl od ZX81 a jeho ostatních klonů zobrazoval CP-200 výstup bíle na černém pozadí (ostatní zařízení to měla opačně).
Celé zařízení vážilo 3 kilogramy a měřilo 35 cm na šířku, 12 cm na délku a 8 cm na výšku.

## Software
Zařízení využívalo programovací jazyk Sinclair BASIC. Podporoval dva režimy spouštění programů - FAST a SLOW. U režimu FAST docházelo k přeblikávání obrazu, což řešil režim SLOW, díky kterému nedocházelo ke ztrátě synchronizace obrazu.